# Zynga

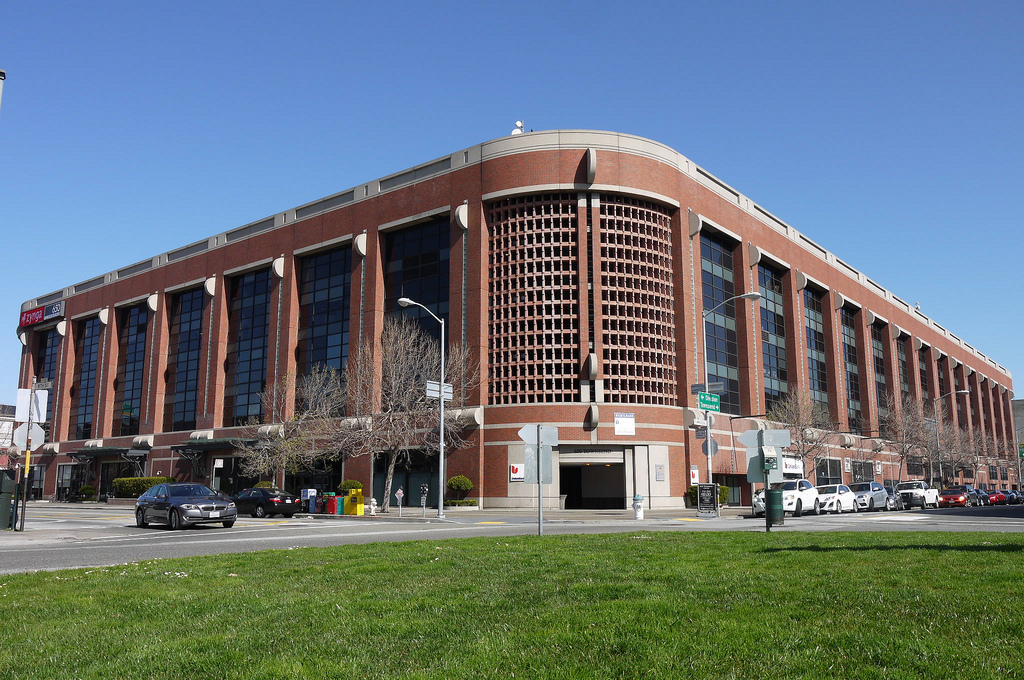
Zentrale von Zynga in San Francisco

Zynga ist ein US-amerikanisches Unternehmen, das Browserspiele betreibt, die teilweise ausschließlich innerhalb Sozialer Netzwerke, wie Facebook und Myspace, gespielt werden können. Die bekanntesten Spiele sind FarmVille, Mafia Wars, und CityVille. Die 50 Spiele werden (Stand April 2014) von ca. 126 Millionen Nutzern gespielt, nachdem es im März 2011 noch über 215 Millionen waren. Einnahmen erwachsen dem Unternehmen unter anderem aus dem Verkauf virtueller Währungen, die innerhalb des Spieles für virtuelle Güter oder schnelleres Vorankommen genutzt werden können.

## Unternehmensgeschichte
Zynga wurde im Januar 2007 von Mark Pincus gegründet. Das Unternehmen beschäftigt über 1300 Mitarbeiter, der Umsatz lag 2010 bei 850 Millionen Dollar.
Am 31. Oktober 2009 wurde Zynga durch den Blogger Michael Arrington (TechCrunch) beschuldigt, ein Drittel der Einnahmen durch Abofallen zu erzielen.
In den Jahren 2009 und 2010 erhielt Zynga etwa eine halbe Milliarde US-Dollar Risikokapital von verschiedenen Investoren. Im Dezember 2009 übernahm ein Konsortium unter Leitung der russischen Investmentfirma Digital Sky Technologies, das zuvor bereits Facebook-Anteile im Wert von 200 Millionen US-Dollar erworben hatte, Zynga-Anteile im Wert von 180 Millionen US-Dollar. Im Juni 2010 investierte Google zwischen 100 und 200 Millionen US-Dollar in das Unternehmen. Im Juni 2010 erhielt Zynga schließlich weitere 13,5 Milliarden Yen (147 Millionen US-Dollar) von der japanischen Softbank Corp. Am 16. Dezember 2011 ging Zynga an die Börse. Damit hat Zynga Ende 2011 einen Marktwert von 8,9 Milliarden Dollar.
Im Mai 2010 schloss das Unternehmen eine Vereinbarung mit dem Internetportal-Anbieter Yahoo, der Zyngas Spiele auf seiner Website und in seinen Diensten integrieren wird.
Im Februar 2011 wurde bekannt, dass Zynga im Gespräch mit Investoren eine Kapitalerhöhung von 250 Millionen Dollar plant. Der Kapitalwert des Unternehmens läge dann bei sieben bis neun Mrd. US-Dollar, wenn die Finanzierungsrunde wie geplant verlaufen wird.
Im Juni 2011 eröffnete Zynga in der irischen Hauptstadt Dublin ein neues „operations centre“, das zur größten europäischen Niederlassung Zyngas ausgebaut werden soll.
Laut Angaben des Unternehmens spendeten die Benutzer von Zynga Spielen im Januar 2010 die Summe von 1,5 Millionen Dollar für die Opfer des Erdbebens in Haiti.
Das bisher erfolgreichste Spiel von Zynga ist CityVille. Das im Dezember 2010 auf Facebook veröffentlichte Spiel wurde im Monat darauf schon von über 100 Millionen Spielern gespielt (Stand: 17. Januar 2011).
Im Oktober 2012 wurde bekannt, dass Zynga aufgrund finanzieller Schwierigkeiten fünf Prozent seiner Angestellten entlassen musste und drei Standorte geschlossen hat, darunter auch das Büro in Boston.
Am 4. Juni 2013 wurde bekannt, dass Zynga weitere 520 seiner rund 2.800 Mitarbeiter entlassen hat. Dies entspricht 18 % der gesamten Belegschaft. Zudem sollen mehrere Standorte geschlossen werden. Als Ursache für die Kürzungen wird der verstärkte Übergang von Spielern auf Smartphones und Tablets genannt, den Zynga verpasst haben soll. Aus dem gleichen Grund musste Don Mattrick im April 2015 Medienberichten zufolge seinen Hut als CEO nehmen. Seinen Platz nahm Firmengründer Mark Pincus wieder ein.
Im Juni 2020 kaufte Zynga den türkischen Spieleentwickler Peak Games für 1,8 Milliarden US-Dollar auf.
Am 10. Januar 2022 kündigte Take Two an, Zynga für 12,7 Mrd. US-Dollar übernehmen zu wollen. Aktionäre sollen pro Zynga-Aktie 6,36 US-Dollar Take-Two-Aktien und 3,50 Dollar Auszahlung erhalten.

## Aktuelle Spiele
- Backgammon Plus
- Blackjack
- Chess with Friends
- CityVille Hometown
- CSR Racing 2
- Drop 7
- Elite Slot
- Empires & Allies
- FarmVille 2
- FarmVille 3
- FarmVille Mobile
- ForestVille
- Golf Rival
- Hanging with Friends
- Live Poker
- Pathwords
- Scramble
- Scramble Live
- Solstice Arena
- Sudoku
- The Wizard of Oz
- TopEleven
- Vampire Wars
- Vampires: Bloodlust
- Wonka Slots
- Word Twist
- Words with Friends
- Yakuza Lords
- YoVille
- Zynga Bingo
- Zynga Poker+
- Zynga Slingo

## Ehemalige Spiele
- Ayakashi: Ghost Guild (bis April 2015)[23]
- Bubble Safari (bis September 2015)[24]
- Café World (bis Juli 2014)
- CastleVille (bis April 2015)[23]
- ChefVille (bis April 2015)[23]
- CityVille (bis April 2015)[25]
- CoasterVille (bis Juli 2014)
- Dream Heights (bis 2013)
- Dream Zoo (bis 2013)
- FarmVille
- Hidden Chronicles (bis Juli 2014)
- Indiana Jones Adventure World
- Mafia Wars (bis Juni 2016)
- Mafia Wars 2 (bis Dezember 2012)
- PetVille (bis Dezember 2012)
- The Pioneer Trail[23]
- Treasure Isle

## Datenschutz
Laut Unternehmensangaben vom 30. Juli 2014 wurden die Nutzerdaten für Spieler außerhalb der USA übergangsweise gemeinsam von Zynga Game Ireland Ltd. und Zynga Luxembourg S.à.r.l. kontrolliert. Seit 1. Januar 2015 sei ausschließlich die Zynga Game Ireland Ltd. in Irland für diese Kontrolle verantwortlich.

### Kritik
Zum Teil ist zum Spielen die Weitergabe von Nutzerdaten wie Name, Geburtsdatum, E-Mail-Adresse und/oder Benutzerfoto erforderlich. Datenschutz im Sinne eines europäischen oder deutschen Datenschutzrechts ist damit nicht gegeben. Ebenso wenig ist eine Kontrolle des Spielers über die kommerzielle Nutzung seiner Daten durch den Spiele-Betreiber auf Seiten Sozialer Netzwerke gegeben.
Technisch bedingt werden die Daten zumeist über eine Freigabe bei der Anmeldung über soziale Netzwerke erfasst. Hierbei werden unter Umständen auch Standortinformationen gesammelt.